# Josef Pavlík
Josef Pavlík (* 12. dubna 1958 Havlíčkův Brod) je český politik a projektový manažer, v letech 2016 až 2020 zastupitel Kraje Vysočina (v letech 2016 až 2018 také náměstek hejtmana), do února 2020 člen hnutí ANO 2011, později nestraník za KSČM.

## Život
Vystudoval střední ekonomickou školu v Havlíčkově Brodě a později dálkově obor ekonomika průmyslu na Vysoké škole ekonomické v Praze (získal titul Ing.).
V mládí byl aktivním hokejistou, dvouletou vojenskou základní službu strávil v Dukle Litoměřice na konci sedmdesátých let. Po ukončení sportovní kariéry a studií působil jako ekonomický náměstek ve státním podniku Škrobárny Havlíčkův Brod. V letech 1991 až 2002 byl spolumajitelem a jednatelem společnosti GLYKOS. Mezi roky 2001 a 2005 pracoval jako vedoucí Odboru organizace řízení na Krajském státním zastupitelství v Hradci Králové. V letech 2005 až 2011 působil na Nejvyšším státním zastupitelství jako ředitel sekretariátu Renaty Vesecké. Od roku 2011 je ředitelem odboru kontroly a řízení v akciové společnosti MEDIS Holding v Hradci Králové.
Josef Pavlík je ženatý a má dvě děti, žije ve městě Havlíčkův Brod.

## Politické působení
V roce 2015 vstoupil do hnutí ANO 2011, přičemž sympatizantem hnutí byl už od roku 2013. Ještě jako nestraník kandidoval za hnutí ANO 2011 ve volbách v roce 2014 do Zastupitelstva města Havlíčkův Brod, ale neuspěl.
V krajských volbách v roce 2016 byl lídrem kandidátky hnutí ANO 2011 v Kraji Vysočina a byl zvolen zastupitelem. Dne 1. listopadu 2016 se stal náměstkem hejtmana. V minulosti byl několik měsíců členem KSČ, což v průběhu kampaně před krajskými volbami v roce 2016 tajil. Objevila se též i informace, že mohl být členem Lidových milicí. Jelikož se mu toto podezření nepodařilo vyvrátit ani po ročním soudním jednání, byl v únoru 2018 z funkce náměstka hejtmana odvolán. Ve volbách v roce 2020 již nekandidoval.
V komunálních volbách v roce 2022 neúspěšně kandidoval do zastupitelstva Havlíčkova Brodu z 8. místa kandidátky KSČM.
Ve volbách do Senátu PČR v roce 2022 kandidoval jako nestraník za KSČM v obvodu č. 52 – Jihlava. Se ziskem 3,6 % hlasů se umístil na předposledním 5. místě, a do druhého kola voleb tak nepostoupil.